# Kamil Kašťák
Kamil Kašťák (* 8. května 1966, Most) je bývalý český a československý reprezentant v ledním hokeji a v současnosti hokejový trenér. Syn bývalého hráče Litvínova Oldřicha Kašťáka se stal stabilním reprezentantem v sezóně 1991–1992.

## Hráčská kariéra
Během čtyř let nechyběl v reprezentaci ani na jedné velké akci. Nejlepší výkony podal na olympiádě v Albertville (1992), kde byl členem produktivní řady Rosol-Lang-Kašťák. Jeho výkonnost po návratu ze Skandinávie negativně ovlivnilo těžké zranění oka utrpěné ve Švédsku.
Ve čtvrtek 11. února 1993 byl autorem prvního gólu v historii reprezentace České republiky. První reprezentační utkání v éře samostatnosti se hrálo v rámci Globen Cupu ve švédském Stockholmu a Česká republika v něm porazila Rusko 6:1.

## Trenérská kariéra
V dubnu 2005 se stal trenérem druholigového klubu ledního hokeje HC Most, se kterým v sezóně 2006/2007 úspěšně postoupil do 1. ligy. V sezoně 2008/2009 pak trenérem prvoligového klubu ledního hokeje HC VOKD Poruba. Od sezóny 2011/2012 byl asistentem trenéra již opět prvoligového celku HC Most, začátkem prosince 2012 byla jeho pozice povýšena na hlavního trenéra tohoto celku. Ve funkci nahradil Václava Baďoučka. Sezónu 2013/14 působil tamtéž jako asistent trenéra Leo Gudase, a 2014/2015 byl hlavním trenérem mužstva juniorů.

## Klubová statistika
| Sezóna        | Klub                    | Soutěž        |     | Základní část | Základní část | Základní část | Základní část | Základní část |   | Play off | Play off | Play off | Play off | Play off |
| Sezóna        | Klub                    | Soutěž        | Z   | G             | A             | B             | TM            | Z             | G | A        | B        | TM       |          |          |
| 1983–84       | TJ CHZ Litvínov         | ČSHL          | 41  | 10            | 5             | 15            | 2             | —             | — | —        | —        | —        |          |          |
| 1984–85       | TJ CHZ Litvínov         | ČSHL          | 37  | 3             | 3             | 6             | 5             | —             | — | —        | —        | —        |          |          |
| 1986–87       | ASD Dukla Jihlava       | ČSHL          | 42  | 4             | 9             | 13            | 4             | —             | — | —        | —        | —        |          |          |
| 1987–88       | TJ CHZ Litvínov         | ČSHL          | 42  | 19            | 18            | 37            | —             | —             | — | —        | —        | —        |          |          |
| 1988–89       | TJ CHZ Litvínov         | ČSHL          | 44  | 20            | 12            | 32            | 20            | —             | — | —        | —        | —        |          |          |
| 1989–90       | TJ CHZ Litvínov         | ČSHL          | 52  | 14            | 14            | 28            | —             | —             | — | —        | —        | —        |          |          |
| 1990–91       | HC CHZ Litvínov         | ČSHL          | 59  | 28            | 23            | 51            | 10            | —             | — | —        | —        | —        |          |          |
| 1991–92       | HC Chemopetrol Litvínov | ČSHL          | 47  | 25            | 31            | 56            | —             | —             | — | —        | —        | —        |          |          |
| 1992–93       | HV71                    | SEL           | 38  | 18            | 6             | 24            | 18            | —             | — | —        | —        | —        |          |          |
| 1993–94       | Lukko                   | SM-l          | 19  | 4             | 7             | 11            | 2             | —             | — | —        | —        | —        |          |          |
| 1993–94       | HC Chemopetrol Litvínov | ČHL           | 22  | 13            | 10            | 23            | 2             | 4             | 1 | 0        | 1        | 4        |          |          |
| 1994–95       | IK Oskarshamn           | 2.SEL         | 6   | 5             | 4             | 9             | 0             | —             | — | —        | —        | —        |          |          |
| 1995–96       | HC Sparta Praha         | ČHL           | 27  | 4             | 10            | 14            | 8             | —             | — | —        | —        | —        |          |          |
| 1995–96       | HC ZKZ Plzeň            | ČHL           | 12  | 1             | 4             | 5             | 0             | 3             | 1 | 0        | 1        | 0        |          |          |
| 1996–97       | HC Chemopetrol, a.s.    | ČHL           | 32  | 4             | 8             | 12            | 2             | —             | — | —        | —        | —        |          |          |
| 1997–98       | ES Weißwasser           | 2.BL          | 61  | 23            | 40            | 63            | 28            | —             | — | —        | —        | —        |          |          |
| 1998–99       | ES Weißwasser           | 2.BL          | 47  | 11            | 23            | 34            | 6             | —             | — | —        | —        | —        |          |          |
| 1999–00       | HC Most                 | 2.ČHL         | 20  | 2             | 10            | 12            | 6             | —             | — | —        | —        | —        |          |          |
| Celkem v ČSHL | Celkem v ČSHL           | Celkem v ČSHL | 355 | 117           | 111           | 228           | —             | —             | — | —        | —        | —        |          |          |
| Celkem v ČHL  | Celkem v ČHL            | Celkem v ČHL  | 93  | 22            | 32            | 54            | 12            | 7             | 2 | 0        | 2        | 4        |          |          |

## Reprezentace
| Rok                       | Tým                       | Soutěž                    | Z  | G | A  | B  | TM |
| ------------------------- | ------------------------- | ------------------------- | -- | - | -- | -- | -- |
| 1983                      | Československo 18         | MEJ                       | 5  | 1 | 6  | 7  | 2  |
| 1984                      | Československo 20         | MSJ                       | 5  | 4 | 3  | 7  | 2  |
| 1984                      | Československo 18         | MEJ                       | —  | — | —  | —  | —  |
| 1985                      | Československo 20         | MSJ                       | 4  | 0 | 2  | 2  | 2  |
| 1986                      | Československo 20         | MSJ                       | 7  | 4 | 3  | 7  | 0  |
| 1991                      | Československo            | KP                        | 5  | 1 | 2  | 3  | 0  |
| 1992                      | Československo            | OH                        | 8  | 2 | 5  | 7  | 0  |
| 1992                      | Československo            | MS                        | 8  | 0 | 1  | 1  | 2  |
| 1993                      | Česko                     | MS                        | 8  | 2 | 6  | 8  | 4  |
| 1994                      | Česko                     | OH                        | 7  | 1 | 3  | 4  | 2  |
| 1994                      | Česko                     | MS                        | 6  | 1 | 1  | 2  | 0  |
| Juniorská kariéra celkově | Juniorská kariéra celkově | Juniorská kariéra celkově | 21 | 8 | 15 | 23 | 6  |
| Seniorská kariéra celkově | Seniorská kariéra celkově | Seniorská kariéra celkově | 42 | 7 | 18 | 25 | 8  |